# CSM Lugoj (volley-ball féminin)
Le Clubul Sportiv Municipal Lugoj est un club roumain de volley-ball  basé à Lugoj qui évolue pour la saison 2015-2016 en Divizia A1.

## Histoire
Le 23 mars 2023, le club s'incline en finale de la Challenge Cup face au club italien de Chieri '76.

## Palmarès
- Challenge Cup :
  - Finaliste : 2023.